# スキューブ

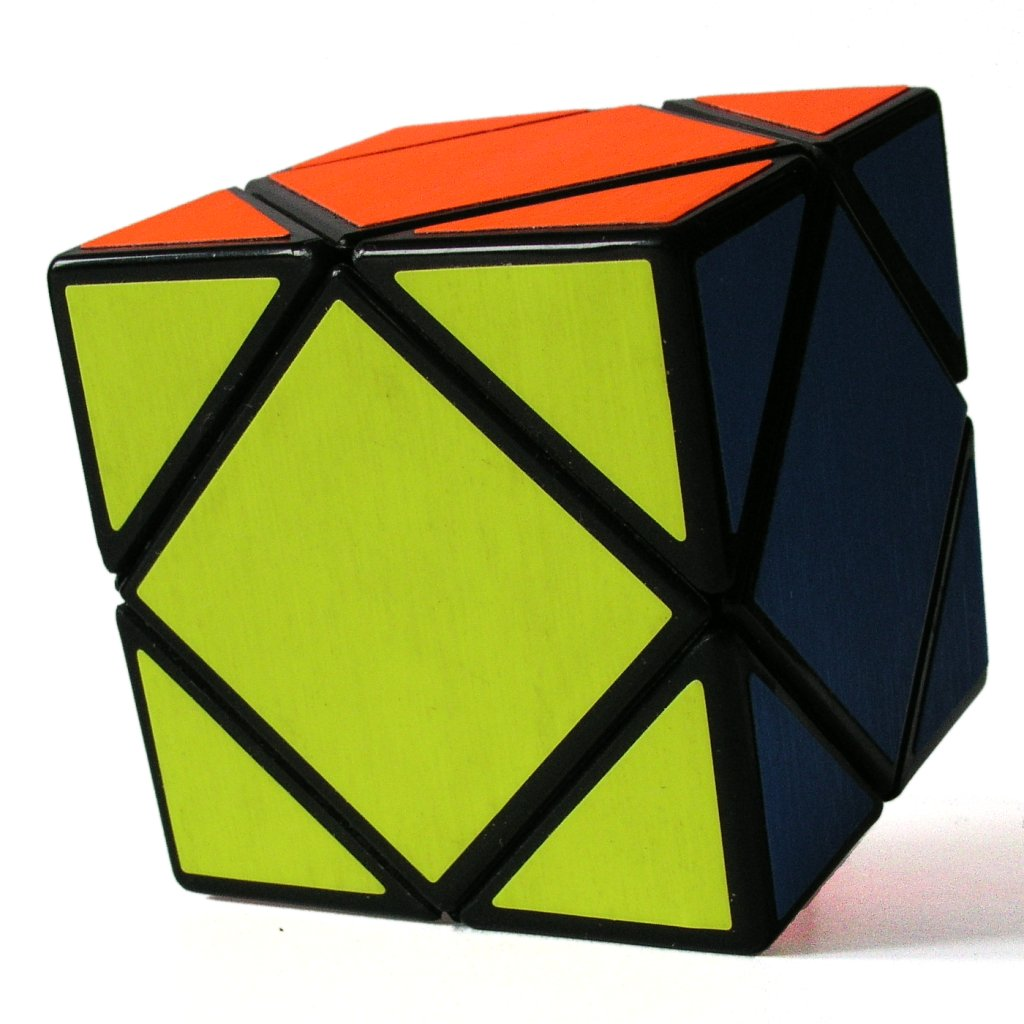
スキューブ

スキューブ（Skewb)とは、多面体パズルである。
ルービックキューブを参考にトニー・ダーハムによって発明され、「Meffert's」によって売られている。
形は立方体であるが、立方体を斜めに半分に切る方向（断面が正六角形になる位置）で回るので、ルービックキューブとは違った独特の解法があり、一方でルービックキューブの解法を参考にした解法もある。

## 関連
- スキューブダイアモンド
- ポケットキューブ
- ルービックキューブ
- ルービックリベンジ
- プロフェッサーキューブ
- ピラミンクス
- メガミンクス
- ドジック
- ルービックスネーク